# Csongno 5-ka állomás
Csongno 5-ka (Jongno 5-ga) állomás föld alatti metróállomás a szöuli metró 1-es vonalán. Közeli látnivaló a Cshonggjecshon (Cheonggyecheon) patak.

## Viszonylatok
| 1-es vonal                                                                   | 1-es vonal                | 1-es vonal                                                                                            |
| ---------------------------------------------------------------------------- | ------------------------- | --- |
| Tongdemun (Dongdaemun) Szojoszan (Soyosan) és Kvangun (Gwangun) Egyetem felé | személy- és expresszvonat | Csongno 3-ka (Jongno 3-ka) Incshon (Incheon), Szodongthan (Seodongtan) vagy Sincshang (Sinchang) felé |